# Зар, Мордехай
Мордехай Зар (ивр. מרדכי זר‎; перс. مُردِخای زر‎; 14 января 1914 — 15 ноября 1982) — израильский политик, был членом кнессета от Мапай и её преемников с 1959 по 1974 год.

## Биография
Родился в Мешхеде, Иран. Зар совершил алию в подмандатную Палестину в 1935 году. Он работал на строительстве и прокладке дорог, прежде чем начать работать в Бюро по трудоустройству в 1942 году. В 1946 году он стал директором еврейского отделения Мизрахи в профсоюзе Гистадрут. Он также был членом Иерусалимского рабочего совета и директором его департамента культуры. Кроме того, Зар был президентом Ассоциации иранских еврейских иммигрантов и председателем Иерусалимского отделения Еврейского комитета сефардов.
В 1955 году он был избран в городской совет Иерусалима, в котором проработал до 1965 года. В 1959 году он был избран в Кнессет по списку Мапаи. Хотя он потерял свое место на выборах 1961 года, он вернулся в кнессет 17 мая 1963 года в качестве замены умершего Ами Асафа. Он сохранил свое место на выборах в 1965 и 1969 годах (к тому времени Мапаи была частью альянса Выравнивание), прежде чем потерять его на выборах 1973 года.
Зар умер в 1982 году в возрасте 68 лет. В его честь названа улица в районе Писгат-Зеев в Иерусалиме.